# Tordenc frontgrís
El tordenc frontgrís (Argya subrufa) és un ocell de la família dels leiotríquids (Leiothrichidae).

## Hàbitat i distribució
Viu entre la malesa densa, herba i bambú de les terres baixes al sud-oest de l'Índia als Ghats Occidentals, des del sud-oest de Maharashtra cap al sud fins oest i nord de Tamil Nadu i Mysore